# Kitty Tippel... quelle notti passate sulla strada
 Kitty Tippel… quelle notti passate sulla strada (Keetje Tippel) è un film del 1975 diretto da Paul Verhoeven, tratto da un libro di Neel Doff.

## Trama
A Kitty Tippel, ragazza di famiglia numerosa più povera che mai, non resta altro che vendere l’unica ricchezza che ha: il proprio corpo. Ma, praticando questo mestiere, conosce molte persone: pittori, banchieri e idealisti rivoluzionari, idealisti al punto da rivoluzionare la sua stessa vita. E così, da povera ragazza di strada, Kitty si trasforma nella ricca donna di lettere Neel Doff.